# Ljubow Stepanowna Gribowa
Ljubow Stepanowna Gribowa (russisch Любовь Степановна Грибова, wiss. Transliteration Ljubov' Stepanovna Gribova; geb. 15. August 1933 in Bolschaja Kotscha, Rajon Kotschowo, Region Perm, Sowjetunion; gest. 12. Oktober 1986 in der Sowjetunion) war eine sowjetische Ethnologin und Ogurologin.

## Biografie
Ljubow Stepanownas Vater war Arzt. Wegen des Berufs des Vaters zog die Familie häufig im Rajon Kotschowo um. Darum ging sie in den dortigen Dörfern Petuchowo und Bolschaja Kotscha zur Grundschule und schloss die Mittelschule in Kotschowo ab. 1952 machte sie ihren Abschluss am Lehrerinstitut in Kudymkar. Danach arbeitete sie als Geschichtslehrerin im Dorf Petuchowo. Zusätzlich zu ihrer Arbeit beschäftigte sie Gribowa mit dem Sammeln von Materialien zur Geschichte und Folklore der Komi-Permjaken. Ab 1956 studierte sie an der Fakultät für Geschichte der Lomonossow-Universität Moskau im Fachbereich Ethnografie die Geschichte und Kultur der Komi-Permjaken.
1961 schloss Gribowa ihr Studium ab. Anschließend arbeitete sie als Nachwuchsforscherin im Fachbereich Ethnografie und Archäologie der Komier Zweigstelle der Akademie der Wissenschaften der UdSSR in Syktywkar. Von 1963 bis 1968 studierte sie im Aufbaustudiengang. Dabei arbeitete sie ihre zukünftigen Interessengebiete heraus: die Entstehung und Entwicklung und die stilistischen Merkmale der Volkskunst der finno-ugrischen Völker. Im gleichen Zeitraum erschienen ihre ersten wissenschaftlichen Publikationen über Folklore und Volkskunst der Komi-Permjaken. 1969 verteidigte Gribowa ihre Dissertation über „Historische Traditionen in der Volkskunst des Volkes der Komi-Permjaken“. Im Jahr 1975 wurde sie zur Leitenden Forscherin gewählt und leitete das Kreativlaboratorium für das Studium der dekorativen und angewandten Kunst der Völker der Komi.
Gribowa leitete zahlreiche Expeditionen in den Kreis Komi-Permjaken, die Republik Komi und den Oblast Archangelsk. Dort sammelte und dokumentierte sie historische Daten, Beschreibungen von Riten und Traditionen und Zeugnisse der mündlichen und angewandten Kunst der Völker. Gribowa nahm an vielen wissenschaftlichen Symposien und Konferenzen teil. Für ihre ethnografische Forschung wurde sie mit der Silbermedaille der Ausstellung der Errungenschaften der Volkswirtschaft ausgezeichnet.
Gribowas persönliches Archiv wird im Komi Wissenschaftszentrum aufbewahrt. Es enthält Materialien zur bildenden Kunst, Geburts-, Hochzeits-, Begräbnis- und jahreszeitliche Riten der Völker der Komi, zu traditioneller Medizin, eine umfangreiche Sammlung über Zauberer und Wunderglauben sowie eine Sammlung meteorologischer und familiärer Überlieferungen und Vorhersagen.

## Schriften (Auswahl)
- Permskij zverinyj stil' (Problemy semantiki). Nauka, 1975 (russisch, russisch: Пермский звериный стиль (Проблемы семантики).).
- Dekorativno-prikladnoe iskusstvo narodov Komi. Nauka, 1980 (russisch, russisch: Декоративно-прикладное искусство народов коми.).
- Lydpasy – sčëtnaja grafika komi. Tradicii i novacii v narodnojkul'ture komi. Syktywkar 1983 (russisch, russisch: Лыдпасы – счётная графика коми. Традиции и новации в народной культуре коми.).

Das letzte große Werk Gribowas war das Album „Volkskunst der Komi“, das 1992, nach ihrem Tod von Mitarbeitern des Republikanischen Museums für Heimatkunde unter der Leitung von Eleonora Anatoljewna Saweljewa für den Druck vorbereitet und veröffentlicht.